# Edwin Ávila
Edwin Alcibiades Ávila Vanegas (* 21. November 1989 in Cali) ist ein kolumbianischer Radrennfahrer. Er wurde zwei Mal Bahnweltmeister im Punktefahren (Stand 2022).

## Sportliche Laufbahn
2005 wurde Edwin Ávila Zweiter der kolumbianischen Jugendmeisterschaft im Punktefahren, 2007 wurde er in Aguascalientes Dritter der Junioren-Weltmeisterschaft im Zweier-Mannschaftsfahren, gemeinsam mit Jaime Ramírez. 2011 errang Ávila den Weltmeistertitel im Punktefahren bei den Bahn-Weltmeisterschaften in Apeldoorn. Bei den Bahnradsport-Weltmeisterschaften 2014 in seinem Geburtsort Cali konnte er diesen Titel ein zweites Mal gewinnen. Im Jahr 2016 wurde er kolumbianischer Meister im Straßenrennen. 2017 errang er bei den Panamerikaschaften jeweils Bronze in Punktefahren und mit Jordan Parra im Zweier-Mannschaftsfahren. 2019 gewann er die Volta Cova da Beira.

## Doping
Am 31. Mai 2021 wurde Ávila bei einer Trainingskontrolle positiv auf Boldenon getestet. Er wurde für drei Jahre bis zum 11. Juli 2024 gesperrt.

## Erfolge

### Straße

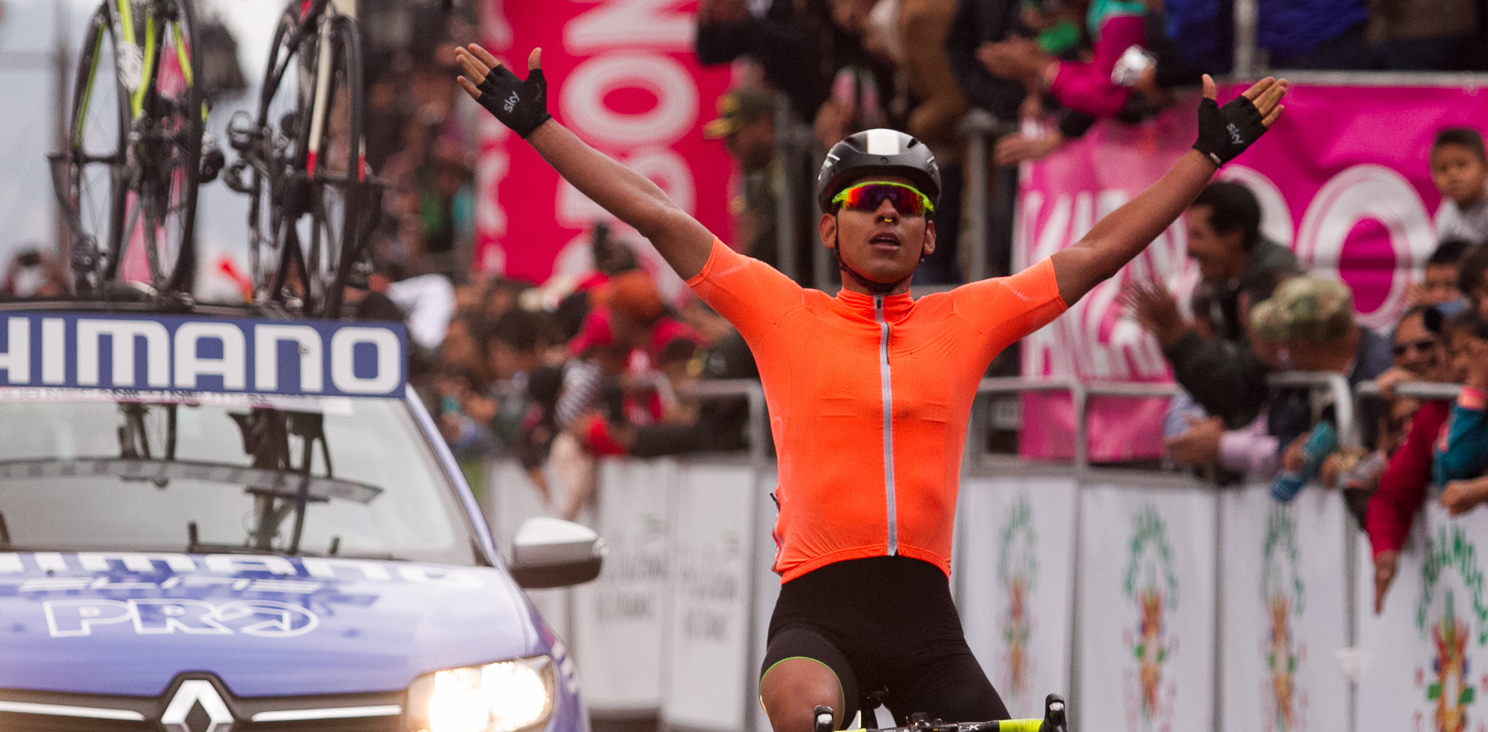
Ávila wird kolumbianischer Straßenmeister (2016)

2012
- Tour of Trinidad and Tobago

2016
- Kolumbianischer Meister – Straßenrennen

2017
- zwei Etappen und Punktewertung Tour de Taiwan
- eine Etappe und Punktewertung Tour d’Azerbaïdjan
- Punktewertung Tour de Korea
- eine Etappe Sibiu Cycling Tour

2018
- eine Etappe und Punktewertung Tour de Taiwan

2019
- eine Etappe Tour du Rwanda
- Gesamtwertung und eine Etappe Volta Cova da Beira

### Bahn
2007
- Weltmeisterschaft – Madison (Junioren) mit Jaime Ramírez

2010
- Zentralamerika- und Karibikspiele – Mannschaftsverfolgung (mit Arles Castro, Weimar Roldán und Juan Pablo Suárez)
- Zentralamerika- und Karibikspiele – Einerverfolgung

2011
- Weltmeister – Punktefahren
- Panamerikaspiele – Mannschaftsverfolgung (mit Juan Esteban Arango, Arles Castro und Weimar Roldán)
- Panamerikameister – Mannschaftsverfolgung (mit Juan Esteban Arango, Arles Castro und Weimar Roldán)
- Panamerikameister – Punktefahren

2012
- Bahnrad-Weltcup 2012/13 in Cali – Mannschaftsverfolgung (mit Juan Esteban Arango, Arles Castro und Weimar Roldán)

2014
- Weltmeister – Punktefahren
- Südamerikaspiele – Mannschaftsverfolgung (mit Juan Esteban Arango, Arles Castro und Weimar Roldán)

2017
- Panamerikameisterschaft – Punktefahren, Zweier-Mannschaftsfahren (mit Jordan Parra)